# Chambers County (Texas)
Chambers County je okres ve státě Texas v USA. K roku 2010 zde žilo 35 096 obyvatel. Správním městem okresu je Anahuac. Celková rozloha okresu činí 2 258 km².